# Abarognóza
Abarognóza (lat. abarognosis, také Baragnosis, Barognosis nebo Dysbarognosis, pochází z řeckého „baros“ = váha a „gnosis“ znalost ) je v neurologii popsána jako ztráta schopnosti detekovat hmotnost objektu. Takto postižení lidé nejsou schopni během držení předmětu zjistit jeho váhu a rozeznat rozdíl hmotnosti mezi dvěma objekty.
Jedná se o vzácné onemocnění mozkového laloku v mozku způsobené např. újmou, nebo mozečku (může dojít například v důsledku cévní mozkové příhody). Obecně se tato nemoc definuje jako "ztráta schopnosti cítit váhu".